# Rafael Salguero Rodríguez
Rafael Salguero Rodríguez (Santa Fe, Granada, 1875-Granada, 11 de noviembre de 1925) fue un sacerdote y compositor español, maestro de capilla de las Santas Iglesias Catedrales de Málaga y Granada.

## Biografía
Inició su formación musical a temprana edad en su ciudad natal; posteriormente, realizó la carrera eclasiástica en el Seminario Mayor San Torcuato de Granada, recibiendo la ordenación sacerdotal. Seguidamente, participó en las oposiciones para acceder al puesto de maestro de capilla, cargo que ocupó primero en la Catedral de Málaga y, más adelante, en la Catedral de Granada. En esta última sede, se mantuvo en el puesto hasta su muerte.
Figura relevante en la vida musical granadina de comienzos del siglo XX, fue integrante de la Sociedad Filarmónica de Granada, institución en la que desempeñó el cargo de vocal de la Junta Directiva. En el seno de esta entidad, fue uno de los principales responsables —junto con Isidoro Pérez de Herrasti y Antillón, III Conde de Antillón y vocal de la Junta Directiva de la entidad, y Emilio Esteban Casares, presidente de la misma— de la fundación del Real Conservatorio de Música y Declamación de Granada (antecedente del actual Real Conservatorio Superior de Música "Victoria Eugenia" de Granada). En este centro, fue profesor de Armonía y Composición; asimismo, en 1922 y tras la dimisión de Emilio Esteban Casares, se convirtió en el segundo director de la historia del Conservatorio (con el título de Consiliario-Director), ocupando el puesto hasta su fallecimiento en 1925, siendo sucedido en el cargo por Ángel Barrios en 1938, tras varios años de vacancia.